# اچ‌ام‌اس اچ۲۹
اچ‌ام‌اس اچ۲۹ (به انگلیسی: HMS H29) یک زیردریایی بود که طول آن ۱۷۱ فوت ۰ اینچ (۵۲٫۱۲ متر) بود. این زیردریایی در سال ۱۹۱۸ ساخته شد.